# Ageniaspis citricola
Ageniaspis citricola is een vliesvleugelig insect uit de familie Encyrtidae. De wetenschappelijke naam is voor het eerst geldig gepubliceerd in 1983 door Logvinovskaya.